# TEAMS (кабельная система)
TEAMS (The East African Marine System, с англ. — «Восточноафриканская морская система») — инициатива правительства Кении по соединению страны с остальным миром через подводный волоконно-оптический кабель. Впервые идея была предложена в качестве альтернативы системе EASSy (East African Submarine Cable System с англ. — «Восточноафриканская подводная кабельная система»).
Кенийское правительство разочаровалось в южноафриканской модели, занимаемом временем, а также правительство заявило, что ЮАР попыталась контролировать передаваемую информацию. В конце концов, в ноябре 2006 года Кения стала партнёром арабской компании Etisalat для создания волоконно-оптического кабеля.
Хотя Кения создала систему TEAMS, она всё ещё пользуется EASSy.

## История
Пять компаний, Alcatel-Lucent, Tyco, Fujitsu, NEC и Huawei, приняли решение о создании подводной кабельной системы.
11 октября 2007 года Alcatel-Lucent получила контракт на 79 миллионов долларов на прокладку кабеля. В январе 2008 года началась конструкция системы с арабской стороны. 12 июня 2009 года кабель прибыл в кенийский город-порт Момбаса и был запущен президентом Кении Мваи Кибаки, премьер-министром Раила Одинга и другими высокопоставленными лицами.
25 февраля 2012 года кабель был случайно перерезан земснарядом, работавшим в море близ Момбасы. Восстановление заняло 4 недели из-за множественных случаев разрезов кабеля между Северным Суданом и Египтом в это же время. Более половины сетей в Кении и Уганде пострадали. Эффект от перерыва был усугублён тем, что TEAMS осуществлял переадресацию трафика EASSy после того, как 17 февраля три других кабеля также были разрезаны на Красном море — шлюз Европа — Индия, SEA-ME-WE 3 и EASSy.
27 апреля 2012 года кабель снова был разрезан земснарядом у берегов Кении.

## Описание
Длина кабеля составляет 5000 км. Система соединяет кенийский город Момбаса и арабский эмират Эль-Фуджайра.
Система была разработана с изначальной скоростью передачи данных 80 Гб/с с возможностью улучшения вплоть до 640 Гб/с. Во время реализации проекта, начальная скорость была увеличена до 120 Гб/с, а проектная мощность — до 1,2 Тб/с.
Кения и страны Восточной Африки всё чаще используют больше трафика по кабелю TEAMS из-за лучшего качества передачи, низкой задержки и надёжности системы.